# Agnès Godard
Agnès Godard (* 28. Mai 1951 in Dun-sur-Auron, Frankreich) ist eine französische Kamerafrau.

## Leben
Ursprünglich studierte Agnès Godard Journalismus und wechselte nach einigen Jahren an das renommierte Institut des hautes études cinématographiques, wo sie 1980 ihr Kamerastudium abschloss. Bereits ihr zweiter Film als Kameraassistentin war das von Wim Wenders inszenierte Filmdrama Der Stand der Dinge, welches 1982 erschien. Im selben Jahr wurde sie von Wenders auch als hauptverantwortliche Kamerafrau für dessen Dokumentation Chambre 666 engagiert. Ihr Kinodebüt als Kamerafrau gab sie mit dem 1991 erschienenen und von Agnès Varda inszenierten Filmdrama Jacquot. Für ihre Arbeiten Liebe das Leben (1998), Die Flüchtigen (2003) und Home (2008) wurde sie jeweils mit einer Nominierung für den französischen Filmpreis César bedacht. 2009 erhielt sie hierfür bei den Prix Lumières die Auszeichnung für die Beste Kameraarbeit. Für ihre Arbeit an dem von Claire Denis inszenierten Drama Beau travail wurde sie bei der Verleihung des César 2001 für die Beste Kamera ausgezeichnet.
Im Jahr 2012 wurde Godard mit dem von der Philipps-Universität Marburg gestifteten Marburger Kamerapreis geehrt. Sie war nach Raoul Coutard, der 2001 ausgezeichnet wurde, die zweite Französin, und nach Judith Kaufmann, die 2006 ausgezeichnet wurde, die zweite Frau, die mit dem Preis ausgezeichnet wurde.

## Filmografie (Auswahl)
- 1982: Chambre 666
- 1982: Der Stand der Dinge (Kameraassistenz)
- 1984: Paris, Texas (Kameraassistenz)
- 1987: Der Himmel über Berlin (Kameraassistenz)
- 1991: Jacquot (Jacquot de Nantes)
- 1992: Die Abwesenheit (L’absence)
- 1993: La vis
- 1994: Ich kann nicht schlafen (J’ai pas sommeil)
- 1996: Jugend ohne Gott (Jeunesse sans Dieu)
- 1998: Hinterland (L’arrière pays)
- 1998: Liebe das Leben (La vie rêvée des anges)
- 1999: Beau travail
- 1999: Der Fremdenlegionär (Beau travail)
- 1999: Die neue Eva (La nouvelle Ève)
- 1999: Verrückt nach Liebe (La vie ne me fait pas peur)
- 2001: Die Probe (La répétition)
- 2002: Dem Paradies ganz nah (Au plus près du paradis)
- 2002: Vendredi soir
- 2003: Die Flüchtigen (Les égarés)
- 2005: Mathilde Monnier: Ein Leben für den Tanz (Vers Mathilde)
- 2006: Golden Door (Nuovomondo)
- 2007: Zusammen ist man weniger allein (Ensemble, c’est tout)
- 2008: 35 Rum (35 rhums)
- 2008: Home
- 2009: Der kleine Haustyrann (Trésor)
- 2009: Die Affäre (Partir)
- 2010: Simon Werner fehlt (Simon Werner a disparu …)
- 2011: Où va la nuit
- 2012: Winterdieb (L’enfant d’en haut)
- 2012: Tu honoreras ta mère et ta mère
- 2013: Les Salauds – Dreckskerle (Les salauds)
- 2013: Der wundersame Katzenfisch (Los insólitos peces gato)
- 2013: L’armée du salut
- 2014: Sehnsucht nach Paris (La ritournelle)
- 2017: Meine schöne innere Sonne (Un beau soleil intérieur)
- 2022: Die Linie (La ligne)

## Auszeichnung (Auswahl)
- César 1999: Nominierung für die Beste Kamera für  Liebe das Leben
- 2000: Nominierung für den Europäischen Filmpreis für die Beste Kamera für Der Fremdenlegionär
- César 2001: Beste Kamera für Beau travail
- César 2004: Nominierung für die Beste Kamera für Les égarés
- César 2009: Nominierung für die Beste Kamera für Home
- 2012: Marburger Kamerapreis